# ソフトロック
ソフトロック（soft rock）は、ロック・ミュージックの音楽ジャンルのひとつ。
定義については日本における認識と、日本国外における認識に相違がある。この記事では、主に日本におけるソフトロックについて記述する。

## 概要
日本に於いてソフトロックと呼ばれる音楽は1960年代中盤から1970年代前半の、コーラスやハーモニーが中心の心地よいソフトなポップス、ポップ・ロックを指す。現代でオールディーズと言われる60年前後の音楽がビートルズの出現で淘汰され、それまでの決まりきったコード進行やメロディラインを捨てた、洗練されたポップミュージックであると定義できる。また、基本的にはゲイリー・アッシャーやキース・オルセン、カート・ベッチャー、ジェリー・ロスといった「プロデューサー主導」で作られた音楽だとも言える。代表的なアーティストとしては、「アソシエイション」「ロジャー・ニコルズ」「ハーパース・ビザール」等が挙げられる。主に米国西海岸、特に「カリフォルニア」のグループが該当するが、米国の他の地域のグループも存在する。幾つかの英国グループ、またその他の国のグループもこのジャンルに分けられることもある。
楽曲的には「高度なコーラスワーク」や「ドゥーワップの影響を受けたスキャット」、「ドリーミーな曲調」や「サイケデリック要素」、「ストリングス、ブラス、ハープシコード等のオーケストラ楽器の多用」や「高度で複雑なコード進行」等が重要な要素だと言える。
場合によっては「サイケデリック・ロック」や「サイケデリック・ポップ」、「バブルガム・ポップ」に分類されるものもしばしば存在する。また、シングル一枚程度で活動を終了する様なグループや、リアルタイムの発売当初には全く売れなかったグループも多かったことから「ガレージ・ロック」として扱われることもある。また、イギリスではフライング・マシーン、グレープフルーツ、ゾンビーズ、ピーター&ゴードン、チャド&ジェレミー、シーカーズ、ニルヴァーナ (UK)、スコットランドではマーマレード、カナダではア・パッシング・ファンシーやミューチュアル・アンダースタンディング、その他ではブラジル他中南米ではペルーやアルゼンチン、欧州は特にフランスのフレンチ・ポップ（イエイエ）をソフトロックと捉える場合が多く、その他はスペインのロス・イベロスなど、各国にも優れたグループが存在する。日本のアーティストでは当時のグループサウンズの荻野達也とバニーズやザ・ハーフ・ブリードなどをソフトロックと捉える例が存在する。
現代においては、ロジャー・ニコルズなどの当時のミュージシャンによる新録の作品のリリースや、その他ザ・サークルやバッキンガムズ、クリッターズなどノスタルジー・マーケットに向けた再結成も多い。また、フォロワーとも言える、いわゆる「渋谷系」のグループやミュージシャン、明確に「ソフトロック/サンシャイン・ポップ」を標榜するグループ等が各国に複数存在する。日本だとザ・ペンフレンドクラブ、スプリングス、アメリカだと「The Explorers Club」（エクスプローラーズ・クラブでは無い、同名別バンド）などが該当する。

## 歴史
日本でいうところの「ソフトロック」は1950年代から1960年代初頭の、ブリル・ビルディング・サウンド、或いはティン・パン・アレー系の、いわゆる古き良きアメリカン・ポップスが、当時のフォークロックやカリフォルニア・サウンド、ブリティッシュ・インヴェイジョンからビートルズが使った斬新なコードワークとメロディ、更にサーフ・ミュージックやイージー・リスニング、サイケデリック・サウンドなどの要素、当時のドラッグ・カルチャーやヒッピーの影響を受けて進化した物だと言える。最初のこのジャンルのヒット曲と言える物は1966年、アソシエイションの「アロング・カムズ・メアリー」（USチャート7位）で、その後売上的には1967年をピークとして、グループ数は1968年ごろをピークとしてこのジャンルのグループ、アーティストが増えていったが、殆どのグループはセールスが振るわず、結局アソシエイションで2曲とバッキンガムズが1曲、チャートトップを取り、トップ10ヒットは諸々を合わせて10曲程度で、マイナーなジャンルとして1970年代初頭には廃れ、1980年代の英米では、ほぼ完全に「忘れ去られたジャンルの音楽」として判断され、無視されていた。また、このジャンルを表す言葉も存在しなかった。
日本では、東芝音楽工業（後の東芝EMI→EMIミュージック・ジャパン、現・ユニバーサルミュージック・EMI RECORDSおよびVirgin Music）所属のグループ・サウンズのザ・ハーフ・ブリードのジャケットに「日本初のソフト・ロック・ハーフブリード」とキャッチフレーズが入り、当時リリースされたハーパース・ビザールやアソシエイションのアルバム、またワーナー・パイオニア（現・ワーナーミュージック・ジャパン）からのブレッドのアルバムに「ソフト・ロックの王者」「ソフト・ロックのチャンピオン」「ソフト・ロックのスーパーグループ」などのキャッチフレーズがレコードの帯に付けられていた。当時の担当者の談によると、「自然発生的に流通しており、それを拝借した」という。だが、日本でも世界でも文化的ムーブメントもなく、以降もしばらくの間、この言葉が定着することはなかった。
1980年代から、青山の｢パイド・パイパー・ハウス｣や吉祥寺の「芽瑠璃堂」、原宿の「メロディー・ハウス」のような東京の輸入レコード店や、ミニコミの音楽誌、特に「POP-sicle」は山下達郎なども寄稿し、このジャンルを再評価をする流れを生んだと言える。そういった店に通って影響を受けたフリッパーズ・ギターの小山田圭吾や小沢健二、ピチカート・ファイヴの小西康陽などのミュージシャンが「渋谷系」と呼ばれ評価されるようになった。一般の『レコード・コレクターズ』誌や『ミュージック・マガジン』誌などの音楽誌も追従し、記事に取り上げるようになっていった。並びにレコード会社もこのジャンルに注視しCDでの再発を進めたことによって、このジャンルの人気が上がっていった。この流れで重要な人物として「パイド・パイパー・ハウス」の店長で音楽プロデューサーでもある長門芳郎が挙げられる。長門は数多くのこのジャンルのCDのリイシューをプロデュースしており、「ロジャー・ニコルス&ザ・スモール・サークル・オブ・フレンズ」や「サジタリウス」、「ザ・ミレニウム」などの重要な作品の再リリースのプロデュースを手がけて、このジャンルの普及に最も尽力した人物だと言える。そして1996年に出版されたミニコミ誌の『VANDA』（創刊1991年）編集人の佐野邦彦編の「ソフト・ロックA to Z」（音楽之友社、ISBN 4-276-23804-8）によってこのジャンルが定義され、またこの「ソフトロック」という言葉も定着した。

## 日本国外の「Soft Rock」
日本において「ソフトロック」とされる音楽は、1980年代の英米では全く顧みられない音楽であった。これは音楽評論が「ポップス軽視」の姿勢を取り続けたことが大きい。自作自演のロックならミュージシャン主導の物なので優れている、その反面ポップミュージックはスタジオミュージシャンとプロデューサーの仕事で「商業主義の権化だ」といったカウンターカルチャー的姿勢から、これら音楽を「軟弱が過ぎるもの」として無視していた。このジャンルの音楽は、過去のレコード盤かごく一部の限られたアーティストのベスト盤、オムニバスの編集盤ぐらいしか存在しなかった。80年代後半から90年代の初頭に於いて日本国内の各レコード会社がこのジャンルのレコードのCD化を進めた事によって、逆輸入的に存在がクローズアップされるようになった。英米がこのジャンルに注目するようになったのは90年代も後半で、かなりの時期「CDで聴きたいならば日本盤しかない」という状態が続いた。この「ソフトロック」人気は、日本先行であり、日本発の世界初CD化や日本のみでのCD発売、日本の業者による非CD化音源の海賊盤の例も多い。

日本国外で「Soft Rock」というとほぼ全く違う音楽を指す。音楽データベースサイト「AllMusic」によると
「ソフトロック（ライトロックとも言われる）は、1960年代後半に南カリフォルニアとイギリスで生まれたロック音楽の一形態で、シンガーソングライターやポップロックのエッジを滑らかにし、シンプルでメロディックな曲と大きく豊かな演出に頼っている。ソフトロックは1970年代にラジオで流行し、やがて1980年代にはアダルトコンテンポラリーという合成音楽の一形態に変貌した。」
となっている。英語版Wikipediaでは「このジャンルは、フリートウッド・マック、エルトン・ジョン、ジェームス・テイラー、ホール&オーツなどのアーティストによって開拓された」と概要で記されている。更に「ソフトロック・アーティスト及び曲一覧」では「スティーリー・ダン」や「ドゥービー・ブラザーズ」、「クリストファー・クロス」辺りの一般的にAORとされる音楽や、「ジャーニー」、「シカゴ」、「イーグルス」と言ったロックバンド、「ジャクソン・ブラウン」や、「ニール・ヤング」、「エド・シーラン」等のシンガー・ソングライター等々が「ソフトロック」とされている。日本で「ソフトロック」と呼ばれるものは欧米では近年「サンシャイン・ポップ」と呼ばれるようになっている。

## 主なアーティスト

### 一部ソフトロックといえる曲、アルバムが存在するグループ
他ジャンルとしてデビュー、若しくは割合としてソフトロックと呼べない作品の方が多い、少数のみソフトロックの曲を発表しているアーティスト。
- ザ・ビーチ・ボーイズ（ブライアン・ウィルソン） (The Beach Boys)[12][注 6]
- ボー・ブラメルズ (The Beau Brummels)[13][注 7]
- ブレッド (Bread)[14][注 8]
- ザ・バーズ (The Byrds)[注 9]
- フィフス・ディメンション (The Fifth Dimension)[13][注 10]
- ハーマンズ・ハーミッツ (Herman's Hermits)[13][注 11]
- ホリーズ[15][注 12]
- ポール・リヴィア&ザ・レイダーズ (Paul Revere & the Raiders)[13][注 13]
- トミー・ジェイムス&ザ・ションデルズ (Tommy James and the Shondells)[16][注 14]
- トミー・ロウ (Tommy Roe)[17][注 15]
- ゾンビーズ (The Zombies)[12][注 16]

### 純粋なソフトロックアーティスト
- アソシエイション (The Association)[13][18][19]
- バート・バカラック (Burt Bacharach)[13]
- バッキンガムズ (The Buckinghams)[13]
- カート・ベッチャー (Curt Boecher)[20]
- チャド&ジェレミー （Chad & Jeremy）
- カウシルズ（The Cowsills）
- クリッターズ (The Critters)[13][12]
- サークル (The Cyrkle)[13]
- デイヴ・ペル・シンガーズ (Dave Pell Singers)[13]
- エタニティーズ・チルドレン (Eternity's Children)[12]
- ユーフォリア (Euphoria)[12]
- フライング・マシーン (The Flying Machine)[12]
- ファウンデーションズ (The Foundations)[13]
- ザ・フォー・キング・カズンズ (Four King Cousins)[13]
- フリー・デザイン (The Free Design)[13]
- ゲイリー・アッシャー（Gary Usher）
- ゴールドブライアーズ (The Goldebriars)[13]
- マーゴ・ガーヤン (Margo Guryan)[13]
- ハーモニー・グラス (Harmony Grass)[12]
- ハーパース・ビザール (Harpers Bizarre)[13][12]
- イノセンス (Innocence)[13]
- ジミー・ワイズナー・サウンド (The Jimmy Wisner Sound)[21]
- フランシス・レイ (Francis Lai)[22]
- キース・オルセン（Keith Olsen）
- リズ・ダモンとオリエント・エクスプレス (Liz Damon's Orient Express)[12]
- ラヴ・ジェネレーション (The Love Generation)[12]
- マーマレード（Marmalade）
- ミレニウム (The Millennium)[12][13]
- ネオン・フィルハーモニック (The Neon Philharmonic)
- ニュー・コロニー・シックス (New Colony Six)[23]
- ロジャー・ニコルズ (Roger Nichols)[13][24][25]
- ニルヴァーナ（UK）
- オルフェウス (Orpheus)[12]
- パレード (The Parade)[13][12]
- ヴァン・ダイク・パークス (Van Dyke Parks)[13]
- ペパーミント・レインボー（The Peppermint Rainbow）
- ピーター&ゴードン (Peter & Gordon)[13]
- サジタリウス (The Sagittarius)[13][12]
- ソルト・ウォーター・タフィー (The Salt Water Taffy)
- ザ・シーカーズ (The Seekers)
- スパンキー&アワ・ギャング (Spanky and Our Gang)[13]
- スティーム (Steam)[13]
- トレード・ウィンズ (en:The Trade Winds)[13]
- ウェンディ&ボニー (Wendy and Bonnie)[13]
- ポール・ウィリアムス (Paul Williams)[26]
- イエロー・バルーン (The Yellow Balloon)[12]

## 主な楽曲
- 「アロング・カムズ・メアリー」 - アソシエイション
- 「チェリッシュ」 - アソシエイション ※ビルボードチャート1位
- 「ウィンディ」 - アソシエイション ※ビルボードチャート1位
- 「ネバー・マイ・ラブ」 - アソシエイション
- 「テル・ハー・ノー」 - ゾンビーズ[27]
- 「カインド・オブ・ア・ドラッグ」 - バッキンガムズ ※ビルボードチャート1位
- 「二人の架け橋」 - ブレッド[14]
- 「愛のわかれ道」 - ブレッド[14]